# Армстронг, Эмили
Эмили Армстронг (род. 6 мая 1986, Лос-Анджелес) — американская певица, гитаристка и автор песен; одна из основательниц группы Dead Sara. С 5 сентября 2024 года — вокалистка группы Linkin Park.

## Биография
Эмили Армстронг родилась в Лос-Анджелесе. Она начала писать песни и играть на гитаре с 11 лет, а петь — с 15 лет. Эмили не закончила старшие классы школы, поскольку хотела играть в рок-группе и потеряла интерес к иным профессиям. В интервью для El Paso Times в 2012 году Армстронг заявила, что музыка была единственным мотиватором в её жизни.

## Музыкальная карьера

### Dead Sara

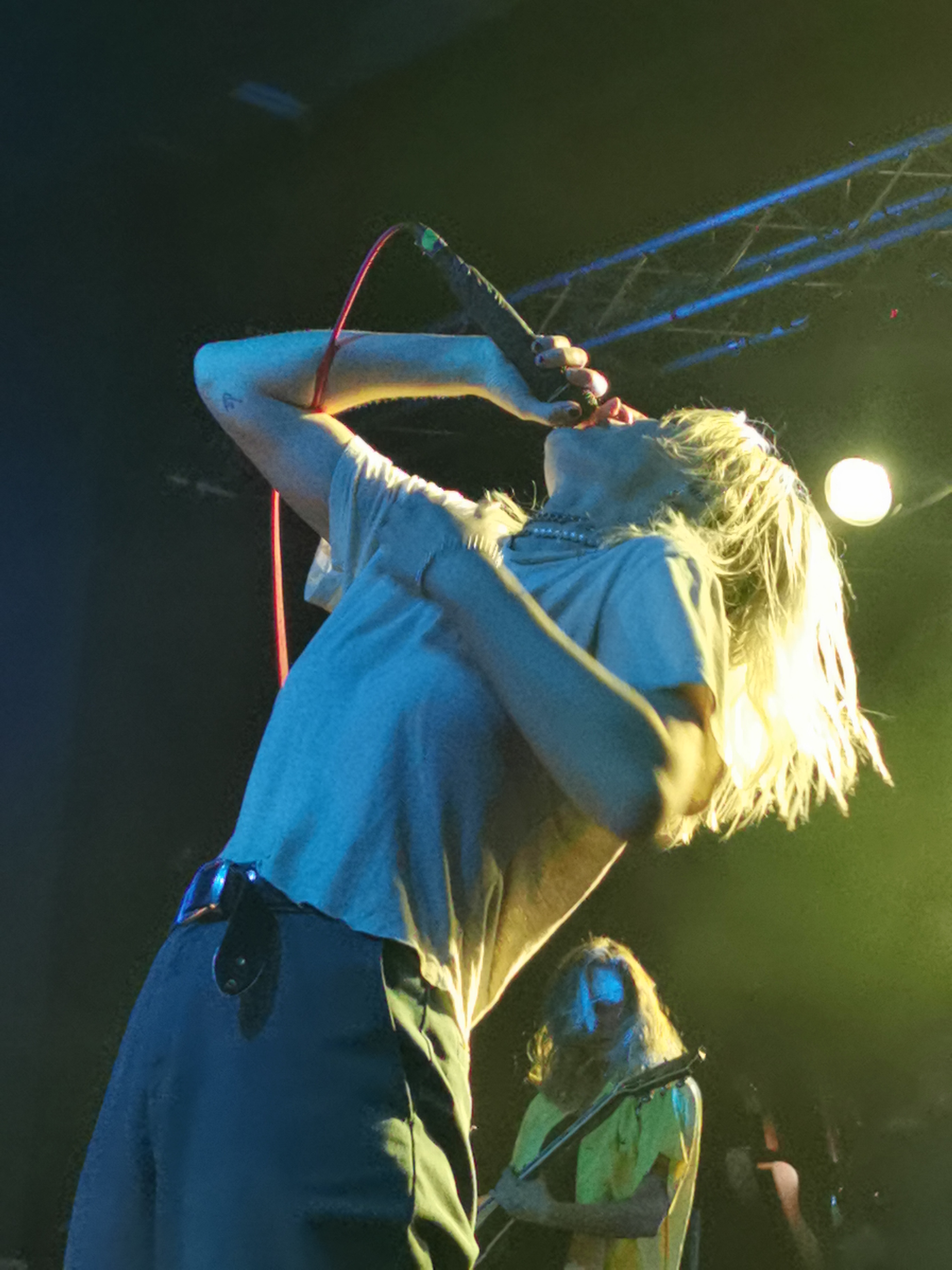

В 2002 году Армстронг познакомилась с гитаристкой Сьюзи Мэдли. У них были схожие музыкальные предпочтения — обе увлекались творчеством Nirvana, L7, Led Zeppelin, Стиви Никс, Джони Митчелл, Fleetwood Mac, блюзом и фолк-музыкой 1960-х и 1970-х годов. На процесс написания песен Армстронг существенно повлиял фолк-рок. В качестве артистического влияния она упоминает Игги Попа и Дженис Джоплин.
Первый концерт Dead Sara (тогда под названием Epiphany) состоялся в марте 2005 года. В 2010 они основали свою звукозаписывающую компанию Pocket Kid Records и издали дебютный альбом Dead Sara в 2012 году. Первым синглом стала композиция «Weatherman». Dead Sara участвовали в Warped Tour и открывали концерты Muse.
Второй альбом Pleasure to Meet You, и EP, Covers также были изданы на Pocket Kid Records. В Covers вошли кавер-версии песен «Heart-Shaped Box» (Nirvana), «Killing in the Name» (Rage Against the Machine) и «Ask the Angels» (Патти Смит). В 2018 году на лейбле Atlantic Records вышел EP Temporary Things Taking Up Space. Третий альбом группы Ain’t It Tragic был записан во время пандемии COVID-19 и вышел в 2021 году на лейбле Warner Records.

### Linkin Park
Во время выступления 5 сентября 2024 года Армстронг впервые вышла на сцену в составе Linkin Park. Первой песней на выступлении стала «The Emptiness Machine» — первый сингл с грядущего альбома группы From Zero, который выйдет 15 ноября того же года. Linkin Park отправятся в тур по аренам на четырех континентах, который начнется 11 сентября в Kia Forum в Инглвуде и завершится в Coliseo Medplus в Боготе 11 ноября.

### Другие появления
Вокал Армстронг был оценён ещё до дебюта Dead Sara. Грейс Слик отметила её «сильное, настойчивое звучание» в интервью для Wall Street Journal в 2011 году. Кортни Лав пригласила Эмили Армстронг записать вокал для альбома группы Hole Nobody’s Daughter (2010). Эмили Армстронг записывалась и выступала вместе с The Offspring, Беком, Деми Ловато,, Awolnation, Робби Кригером (The Doors).

## Личная жизнь
В 2016 году Эмили была в отношениях с моделью Кейт Харрисон. В 2018 году последняя уже встречалась с американской актрисой Хлоей Грейс Морец. О текущих отношениях Армстронг информации нет. Армстронг идентифицирует себя как квира, к чему презрительно относился в том числе основатель саентологов Рон Хаббард. Современные сторонники и лидеры церкви отвергали обвинение в гомофобии, однако сама Эмили посвятила отношению религии и сексуальной ориентации песню «Heaven’s Got a Back Door» группы Dead Sara 2018 года в язвительном ключе.

## Саентология и Дэнни Мастерсон
В 2013 году Армстронг сфотографировали на торжественном вечере в честь 44-й годовщины Международного центра знаменитостей Церкви Саентологии, а в пресс-релизе, выпущенном после мероприятия, Церковь назвала её одним из нескольких «выдающихся членов» .
Сразу после объявления о том, что Армстронг стала новой вокалисткой Linkin Park, в адрес группы последовала критика в связи с причастностью Армстронг к Церкви саентологии и поддержкой осуждённого за несколько изнасилований актёра Дэнни Мастерсона. 6 сентября 2024 года (на следующий день после первого выступления с Linkin Park) Эмили Армстронг опубликовала заявление в Instagram: «Несколько лет назад меня попросили поддержать того, кого я считала тогда другом, во время судебных слушаний, и я пришла на одно из ранних заседаний в качестве наблюдателя. Вскоре я поняла, что мне не следовало этого делать. Я всегда стараюсь видеть в людях хорошее, и в нём я ошиблась. С тех пор я с ним не разговаривала. Открылись невообразимые детали преступлений, и впоследствии его признали виновным. Выражаясь ясно, насколько это возможно: я не поддерживаю жестокое обращение или насилие в отношении женщин и сочувствую жертвам этих преступлений».

## Дискография

### Dead Sara
- The Airport Sessions (2008)[31]
- Dead Sara[англ.] (2012)
- Pleasure to Meet You[англ.] (2015)
- The Covers (2017)[32]
- Ain’t It Tragic (2021)

### Linkin Park
- From Zero (2024)